# مفارقة ريتشارد
مفارقة ريتشارد في المنطق هي عبارة تضاد لغوي بين نظرية المجموعات واللغة الطبيعية، وصفها لأول مرة عالم الرياضيات الفرنسي جوليس ريتشارد في عام 1905. تستخدم المفارقة عادةً لتوضيح أهمية التفرقة بعناية بين الرياضيات وما وراء الرياضيات.
استشهد كيرت جودل بمفارقة ريتشارد تحديدًا باعتبارها شبيهة دِلاليًا "بنتيجة عدم الاكتمال" في مقدمته لـ ""On Formally Undecidable Propositions in Principia Mathematica and Related Systems I".

## وصف
نص المفارقة الأصلي المنسوب لريتشارد (1905)، مرتبط ارتباطًا وثيقًا بـ حجة كانتور القطرية حول استحالة عد مجموعة الأعداد الحقيقية.
تبدأ المفارقة بملاحظة أن بعض تعبيرات اللغة الطبيعية تحدد الأعداد الحقيقية بشكل واضح، في حين أن تعبيرات أخرى للغة الطبيعية لا تفعل ذلك. كمثال العبارة التالية «الرقم الحقيقي الذي جزئه الصحيح 18 ويكون العدد العشري في الموضع n صفرًا إذا كان n زوجي وواحد إذا كان n فردي» التي تصف العدد الحقيقي 18.1010101 ... = 1693/99، بينما عبارة «عاصمة إنجلترا» لا تصف عددًا حقيقيًا، ولا عبارة «أصغر عدد صحيح موجب لا يمكن وصفه بأقل من ستين حرفًا» (انظر مفارقة بيري [الإنجليزية]).
هناك قائمة لا حصر لها من العبارات اللغوية (بحيث أن كل عبارة يمكن عد حروفها، ولكن القائمة نفسها غير قابلة للعد) تصف الأرقام الحقيقية بشكل واضح.
لنقم في البداية بتنظيم قائمة العبارات هذه تصاعديا حسب طول كل عبارة، ثم نرتب معجميا كل العبارات ذات المتساوية الطول، ترتيبا قياسيًا.
نحصل من هذا على قائمة لا حصر لها من الأرقام الحقيقية المقابلة: r1 ، r2 . . . .
ننشأ الآن عددًا حقيقيًا جديدًا r على النحو التالي. الجزء الصحيح من r هو 0، وقيمة الجزء العشري في الموضع n من r هي 1 إذا كانت قيمة الجزء العشري في الموضع n للعدد rn ليست 1، وقيمة الجزء العشري في الموضع n من r هي 2 إذا كانت قيمة الجزء العشري في الموضع n للعدد rn تساوي 1.
العبارة السابقة عبارة عن تعبير لغوي يحدد بشكل قاطع رقمًا حقيقيًا r. وبناءا عليها ينبغي أن يكون r أحد الأرقام في rn. ومع ذلك، أُنشِيَء r بحيث لا يمكن أن يساوي أي رقم في rn (وبالتالي، r هو رقم غير قابل للتعريف [الإنجليزية]). وهنا يظهر تَنَاقٌض المفارقة.

## أنظر أيضا
- قائمة المفارقات
- مفارقة راسل

## روابط خارجية
- " المفارقات والمنطق المعاصر "، موسوعة ستانفورد للفلسفة